# Marque (zanger)

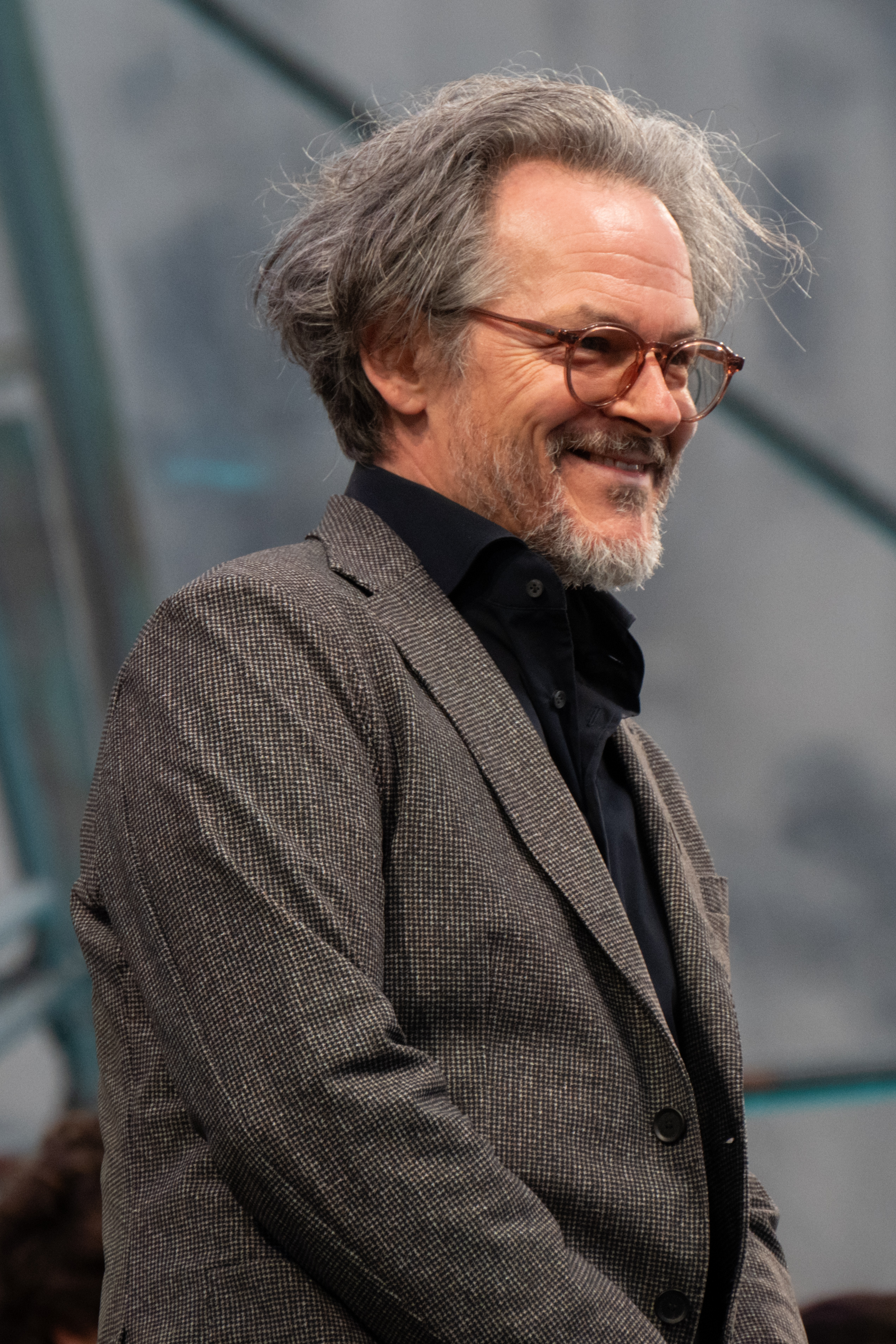
Marque (2025)

Marque, artiestennaam van Marcus Nigsch (Altstätten, 2 september 1972), is een Oostenrijkse zanger, die voornamelijk bekend is vanwege zijn lied "One to make her happy", waar hij in 2000 een internationale hit mee scoorde. Naast zanger is Marque ook producer en liedschrijver.

## Carrière
In 1995 verscheen zijn eerste album: Wanna Make Love to You. Naast de zang nam Marque ook de rest van de muziek voor zijn rekening: hij speelde zelf alle instrumenten in. In 1997 volgde zijn album Fonkonia, maar zijn (internationale) succes volgt pas met zijn derde album Freedomland, waarvandaan de single "One to make her happy" kwam. In totaal bracht Marque 6 albums uit.
In 2001 stond hij samen met de Duitse meidengroep No Angels in het voorprogramma van DJ BoBo.
Hoewel hij in zijn eerste jaren als muzikant vooral op popmuziek gericht was, af en toe gemixt met elektronische muziek en soul, is hij zich in latere jaren steeds meer toe gaan leggen op het maken van fusion en barok-composities geïnspireerd op werk van klassieke artiesten als Henry Purcell, Arcangelo Corelli en Jean-Philippe Rameau.

## Referentie
1. ↑  Biografie op MySpace

- Gemeinsame Normdatei: 134950062
- International Standard Name Identifier: 0000 0000 5616 7521
- Nationale Bibliotheek van Letland: 000334917
- MusicBrainz: a75bdd94-4659-48ed-b980-dab9d0161c9a
- Nationale Bibliotheek van Polen: a0000002499776
- Virtual International Authority File: 79873913
- WorldCat: E39PBJgtbfBkVBfJtVTGBqjwG3